# Brachynotus
Brachynotus is een geslacht van kreeftachtigen uit de klasse van de Malacostraca (hogere kreeftachtigen).

## Soorten
- Brachynotus atlanticus Forest, 1957
- Brachynotus foresti Zariquiey Álvarez, 1968
- Brachynotus gemmellaroi (Rizza, 1839)
- Brachynotus sexdentatus (Risso, 1827)
- Brachynotus spinosus (H. Milne Edwards, 1853)